# Changling (Ming)

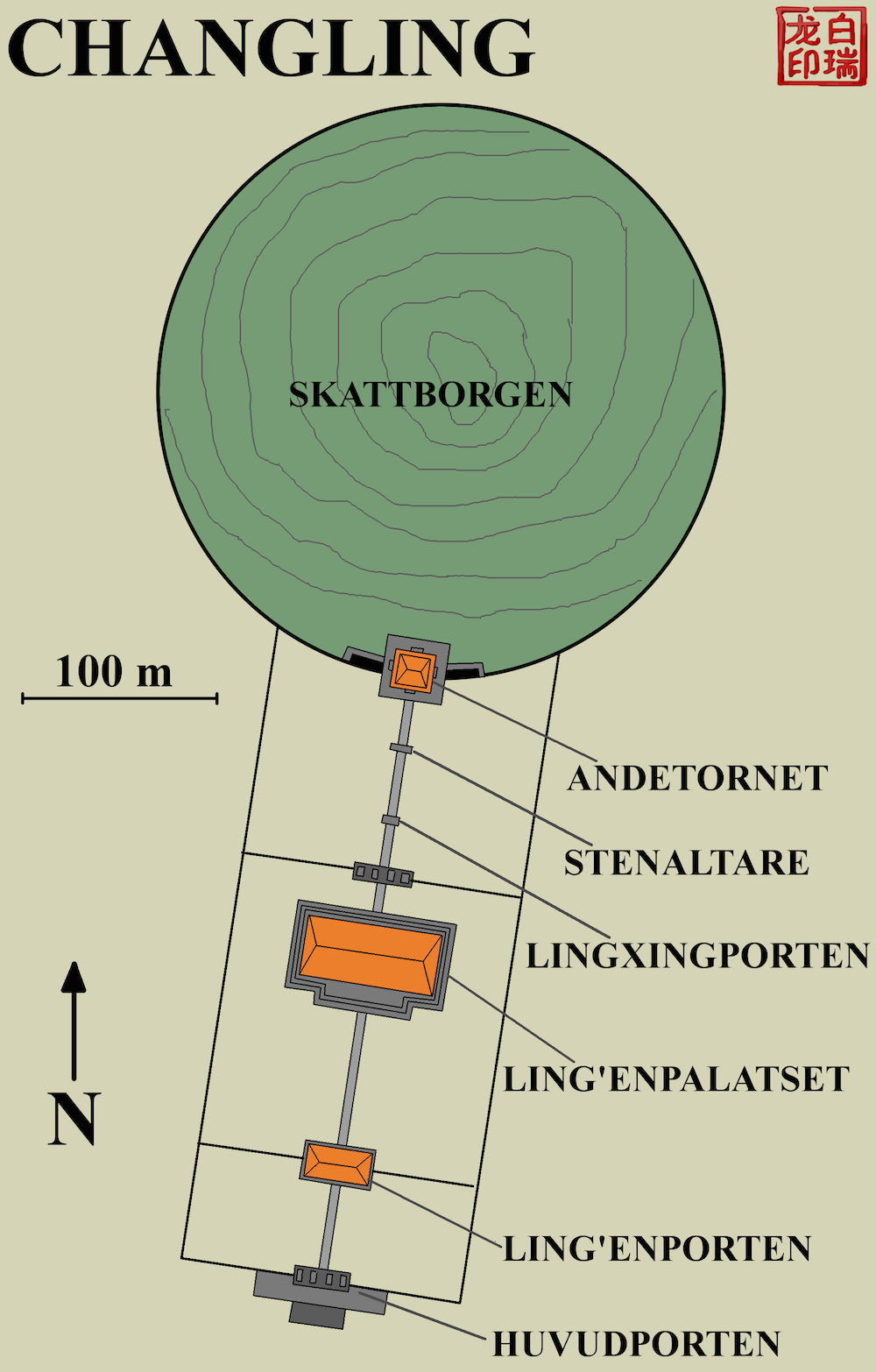
Planvy över Changling.

Changling (长陵, Chánglíng) är ett mausoleum där den kinesiske kejsaren Yongle är begravd. Changling är den största och bäst bevarade av de tretton Minggravarna i Changpingdistriktet 45 km norr om centrala Peking i Kina.
Kejsar Yongle var den kinesiska Mingdynastins (1368 - 1644) tredje kejsare och han flyttade 1421 landets huvudstad från Nanjing till Peking. Norr om Peking påbörjade han 1409 uppförandet av sin grav Changling vid foten av Tianshouberget i Changpingdistriktet. När kejsaren avled 1424 begravdes han i Changling tillsammans med 16 konkubiner som begravdes levande. Kejsarens kejsarinna Xu var sedan tidigare också begravd i Changling. Graven blev initialt färdigställd 1427 men utbyggnad pågick under 130 år vilket är den längsta uppförandetid för samtliga kinesiska kejsargravar.
Changling upptar en yta av 120 000 kvadratmeter. Graven är uppdelad i tre rektangulära gårdar följt av en cirkulär del, Skattborgen (宝城), som innehåller gravhögen. Under gravhögen finns det underjordiska palatset där de gravsatta vilar. I den andra rektangulära gården finns det stora Ling'enpalatset (隆恩殿). Ling'enpalatset användes när efterföljare kejsare visade sin vördnad för Yongle.
Namnet Changling har även använts för andra kinesiska kejsargravar. Handynastins kejsare Gaozu (död 195 f.Kr.) är begravd i Changling norr om Xi'an och Qingdynastins kejsare Jiaqing (död 1820) är begravd i Changling i Västra Qinggravarna sydväst om Peking.

## Galleri

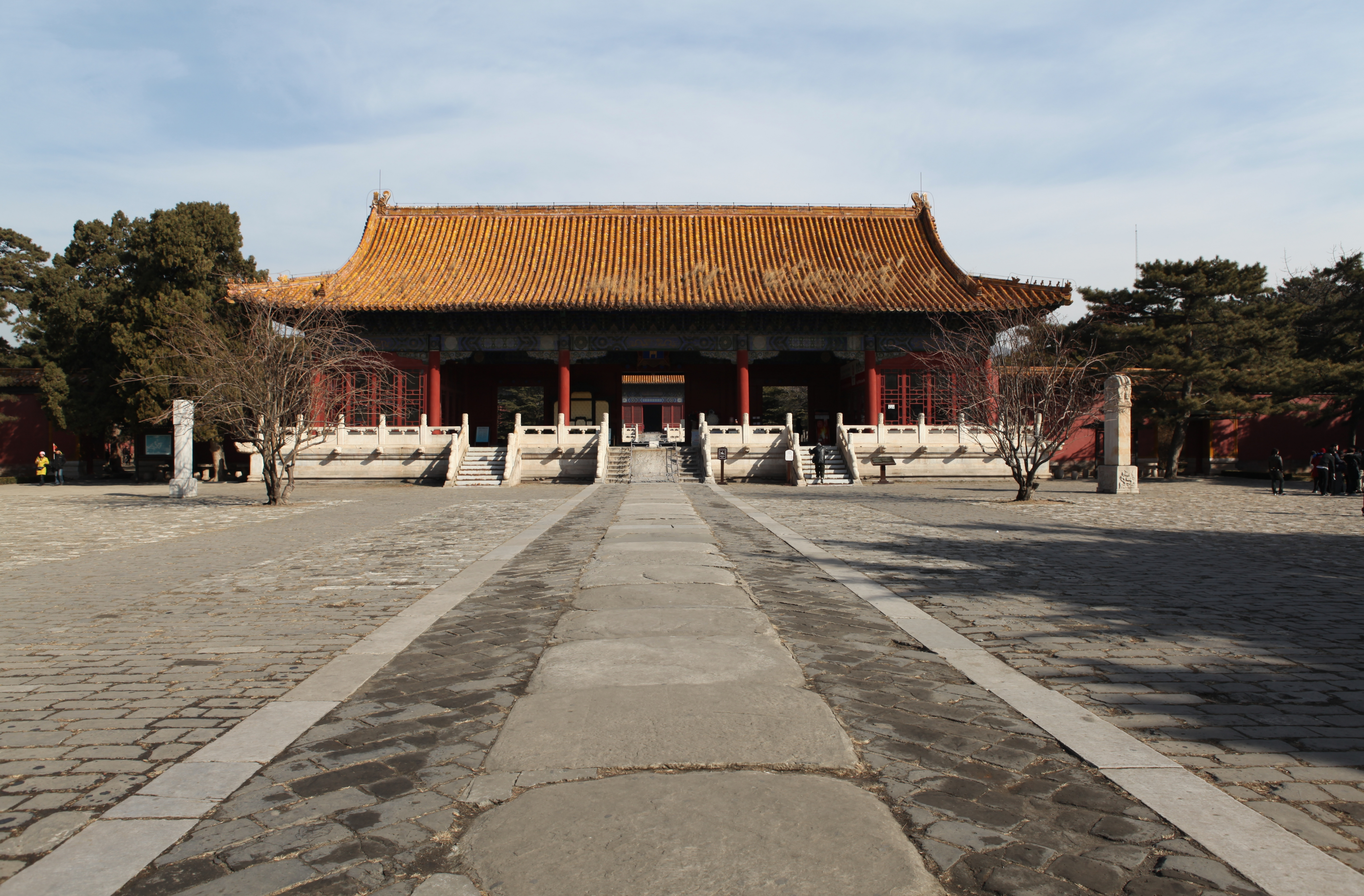
Ling'enporten som leder till Ling'enpalatset.
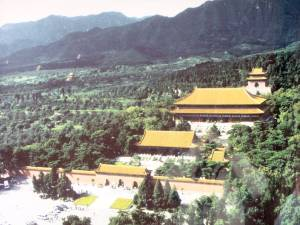
Flygfoto över Changling.
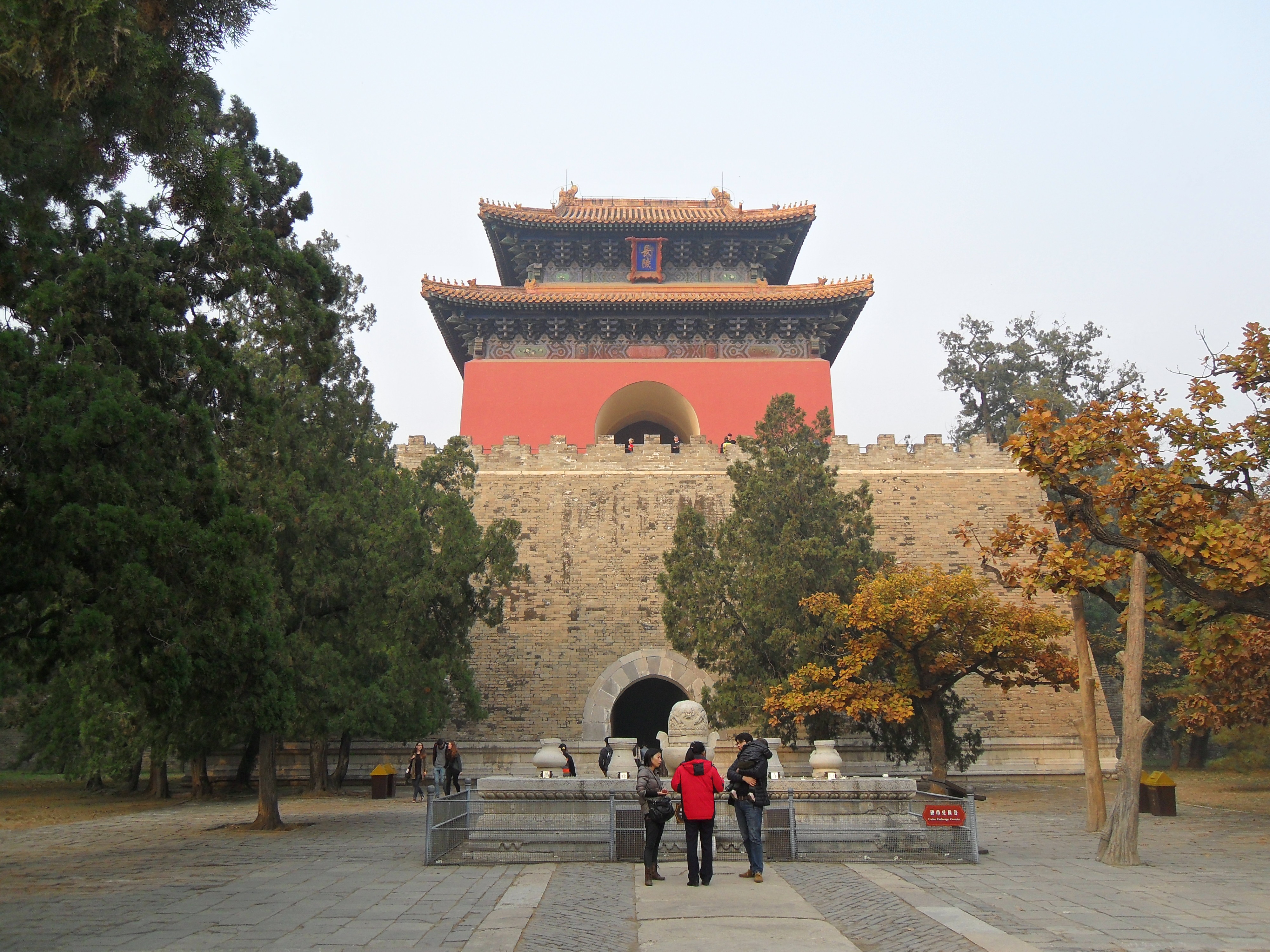
Andetornet som avslutar de rektangulära gårdarna och ansluter till Skattborgen.
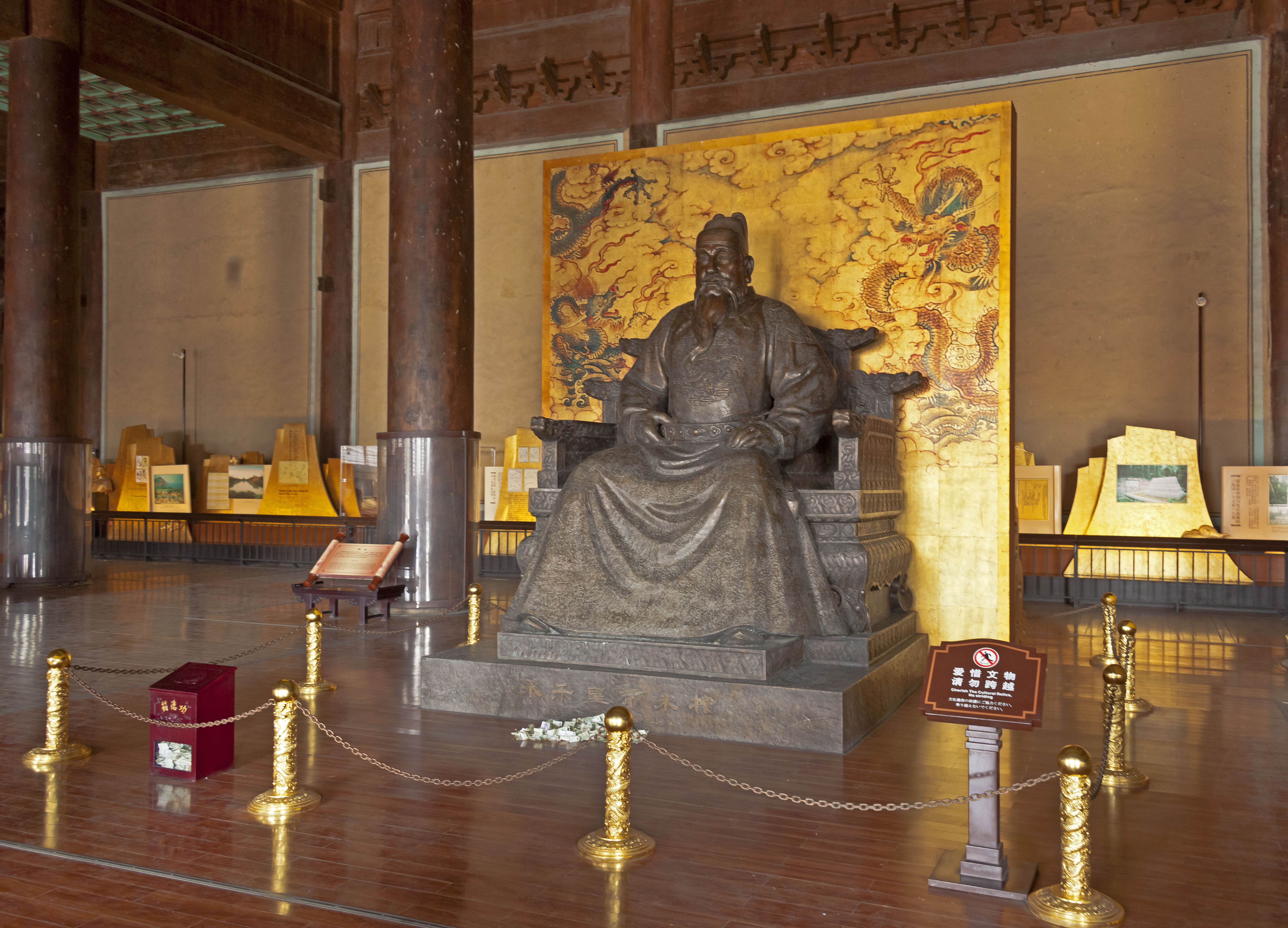
Staty av kejsar Yongle som finns inne i Ling'enpalatset.